# Siria en los Juegos Paralímpicos de Sídney 2000
Siria estuvo representada en los Juegos Paralímpicos de Sídney 2000 por cuatro deportistas, tres hombres y una mujer. El equipo paralímpico sirio no obtuvo ninguna medalla en estos Juegos.